# Joe Webb (Musiker)
Joe Webb (* ≈1991 in Basingstoke) ist ein britischer Jazzmusiker (Piano, Orgel, Komposition).

## Leben und Wirken
Webb wuchs in Neath auf und erhielt ab dem Alter von zwölf Jahren Jazzpiano-Unterricht. Ab 2009 studierte er vier Jahre lang am Royal Welsh College of Music and Drama in Cardiff. Während dieser Zeit erhielt er die Gelegenheit, beim Brecon Jazz Festival aufzutreten, und seine Kompositionen wurden im Radio BBC und im walisischen Rundfunk gespielt.
Nach seinem Studienabschluss zog Webb 2013 nach London, wo er sich in der Jazzszene etablierte und bald auch mit Soloprogrammen auftrat. Er leitet sein Joe Webb Trio, zu dem Tom Farmer (Bass) und Shane Forbes (Schlagzeug) gehören und mit dem die Alben Daydreamer (2019) und For Everything Else  (2020) entstanden, sowie sein Trio Webb City mit Dave Archer (Gitarre) und Will Sach (Schlagzeug), mit dem er, um weitere Musiker erweitert, sein Album Summer Chill bei Ubuntu vorlegte.
Mit seiner Mischung aus traditioneller Klavier-Virtuosität und Errungenschaften der Gitarrenbands der 1990er-Jahre verschiebt Webb musikalische Grenzen und versucht dem Feuilleton zufolge, „den Sound von Oasis mit dem von Fats Waller zu verbinden“. Mit Adrian Cox veröffentlichte er das Duo Album Both Sides Now. Außerdem gehörte er zu Kansas Smitty’s (Things Happened Here, Plunderphonia, We Are Not in Kansas Anymore) und tourte mit Elephants, dem Pete Horsefall Quartet, Adrian Cox, Rob Luft, Alaskalaska und Fraser & the Alibis. Zudem ist er ein gefragter Studiomusiker und auch auf Alben von Benoit Viellefon, Corrie Dick und Chris Hyson zu hören.